# Балка Широка (притока Інгулу)
Балка Широка, Балка Фонтанна — балка (річка) в Україні у Баштанському районі Миколаївської області. Права притока річки Інгулу (басейн Південного Бугу).

## Опис
Довжина балки приблизно 6,97 км, найкоротша відстань між витоком і гирлом — 5,85 км, коефіцієнт звивистості річки — 1,19 . Формується декількома струмками та загатами. На деяких ділянках балка пересихає.

## Розташування
Бере початок на південно-східній стороні від села Дикий Хутір. Тече переважно на південний схід через село Новофонтанку і впадає в річку Інгул, ліву притоку річки Південного Бугу.